# Gasteropelecidae
La famiglia Gasteropelecidae comprende 9 specie di piccoli pesce d'acqua dolce appartenenti all'ordine Characiformes.

## Distribuzione e habitat
Queste specie sono diffuse in America del sud, nelle acque dolci e calme dei fiumi tropicali.

## Descrizione
Le nove specie della famiglia hanno piccole dimensioni (da 2,5 a 10 cm) e presentano peculiarità fisiche che le ha rese note tra gli acquariofili.
La caratteristica principale è la forma del ventre, fortemente convesso, dal mento al peduncolo caudale. Da qui deriva il loro nome comune di "Pesci accetta" e, fisiologicamente, la particolare posizione che il pesce mantiene nel nuoto, con la colonna vertebrale obliqua, la testa più in alto della coda.

La testa è piccola ed appuntita, gli occhi grandi, il dorso dritto e sottile. Le pinne sono piccole e trasparenti, ad eccezione delle pettorali che, similarmente al Pantodon bucholzi permettono ai Gasteropelecidi di spiccare salti fuori dall'acqua e mantenersi in volo radente sulla superficie per qualche metro.

## Etologia
Sono pesci pacifici che vivono in gruppi numerosi.

## Alimentazione
La loro dieta comprende principalmente insetti (che cacciano in superficie) e larve.

### Acquariofilia
La riproduzione in acquario è meno comune di altre famiglie, tuttavia se ben ambientati è possibile.
L'acqua dovrebbe avere pH leggermente acido; la femmina depone le uova nella pagina inferiore delle foglie vicine alla superficie. Una volta nati, gli avannotti si nutrono di rotifere e parameci.

## Tassonomia
La famiglia dei Gasteropelecidi comprende solo nove specie e tre generi, divisi in due sottofamiglie:
| Sottofamiglie     | Generi |
| ----------------- | --- |
| Gasteropelecinae  | Carnegiella marthae, Carnegiella myersi, Carnegiella strigata, Carnegiella vesca, Gasteropelecus levis, Gasteropelecus maculatus, Gasteropelecus sternicla |
| Thoracocharacinae | Thoracocharax securis, Thoracocharax stellatus |